# Sterre van Doorn
Sterre van Doorn (25 mei 1994) is een Nederlandse volleyballer.
Van Doorn is spelverdeler en komt sinds 2012 uit voor het eerste damesteam van Sliedrecht Sport. Met dit team veroverde zij in 2013 de landstitel.
Van Doorn werd op 23 maart 2013 gekozen tot Needse sportvrouw van het jaar 2012.
Van Doorn begon op 7-jarige leeftijd met volleybal bij Dynamo Neede en kwam verder ook nog uit voor Orion, Longa, HAN Volleybal, DOK en de selectie van Jong Oranje.